# Puntarenas
Puntarenas je kostarikanski grad koji se nalazi u istoimenoj provinciji. 

## Povijest
Naselje je u kolonizacijsko doba bilo poznato kao Villa Bruselas, Puntarenas je otkrio Hernan Ponce de León 1519. godine. Unatoč korištenju zaljeva Nicoya kao ulaza u središnju Kostariku, luka Puntarenas se nije razvila do 1840., kada je postala izvozna luka za proizvode iz unutrašnjosti. Kostarikanski parlament proglasio je Puntarenas 1845. godine bescarinskom lukom (uz iznimku konjaka i žestokih pića). Željeznička pruga do San Joséa otvorena je 1910.

## Klima
Puntarenas je obično topliji od središnje doline, s dnevnim temperaturom u rasponu od 30 °C do 35 °C, u najhladnijem i najtoplijijem mjesecu.

## Stanovništvo
Prema podacima iz 2003. godine grad ima 10.406 stanovnika, dok šire područje ima oko 100.000 stanovnika.

## Vanjske poveznice
- Provincija, turizam
- Službena stranica  Arhivirana inačica izvorne stranice od 21. veljače 2009. (Wayback Machine)
- Radio Puntarenas  Arhivirana inačica izvorne stranice od 19. travnja 2011. (Wayback Machine)